# Bernhardsdorf (Aalen)

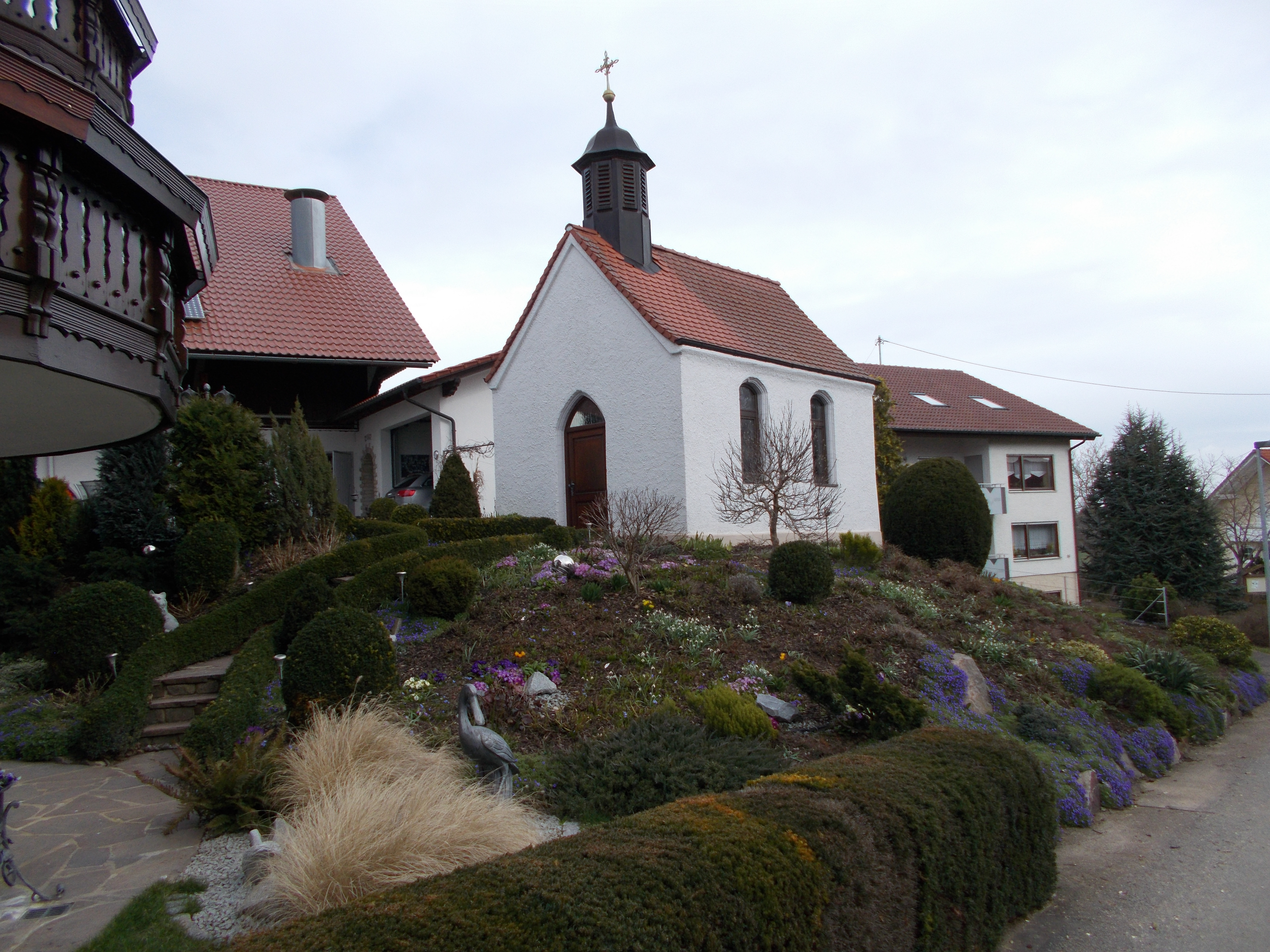
Kapelle in Bernhardsdorf

Bernhardsdorf ist ein Weiler des Aalener Stadtteils Dewangen im Ostalbkreis in Baden-Württemberg.

## Beschreibung
Der Ort mit gut zwei Dutzend Hausnummern und einer Kapelle liegt etwa zweieinhalb Kilometer westlich des Dorfkerns von Dewangen und acht Kilometer nordwestlich des Aalener Stadtkerns. An der Straße ostwärts nach Dewangen liegt der kleinere Weiler Bubenrain, die Lücke zwischen den jeweils nächsten Häusern ist weniger als hundert Meter weit.
Naturräumlich liegt das auf der Wasserscheide zwischen den Tälern der rechten Zuflüsse der unteren Lein, Reichenbacher Laubach im Südwesten und Stapfelbach im Nordosten stehende Bernhardsdorf im Vorland der östlichen Schwäbischen Alb, genauer auf den Liasplatten über Rems und Lein. Im Untergrund liegen der dort als Schichtinsel auftretende Opalinuston des Braunjuras sowie der diese säumende Jurensismergel und Posidonienschiefer des Schwarzjuras.

## Geschichte
Die Endung -dorf des Ortsnamens deutet auf eine Gründung in der ältesten Ausbauzeit vom 7. bis 10. Jahrhundert hin.
Die erste Erwähnung des Ortes geht auf das Jahr 1283 zurück, als Erenfried von Roden Besitz an Kloster Ellwangen zu Lehen auftrug. Im 14. Jahrhundert waren die Rechberg und Hack, im 15. Jahrhundert die Adelmann begütert. 1563 einigten sich alle Grundherren (Kapitel Ellwangen, Wöllwart zu Laubach, Rechberg und Reichsstadt Gmünd für das Spital und Kloster Gotteszell) über gemeinsame Ausübung der hohen Obrigkeit.